# Ханиотис
Ханиотис или Ханиоти (на гръцки: Χανιώτης, Χανιώτη) е село в Егейска Македония, Гърция, в дем Касандра, административна област Централна Македония. Ханиотис има население от 969 души (2001).

## География
Ханиотис е разположено в южния край на полуостров Касандра, на брега на Касандрийския залив.

## История
Вероятно селото е основано в края на XVI век. По време на турското владичество е едно от 12-те села на полуострова и е вакъф на Газанфер ага. Според традицията първият жител на селото, който се заселва на юг от съвременното селище, в Старото село (Παλιό Χωριό), е от Ханя и така селището приема името Ханиотис, тоест Ханиец. Според друга версия името си дължи на ханиоти, тоест ханджии, които имат хан в района.
В XIX век Ханиотис е село в каза Касандра на Османската империя. В „Импровизирано описание на полуостров Халкидики“ на секретаря на Касандрийската митрополия Николаос Хрисантидис пише за Ханиоти „Най-малкото село на полуостров Палини в момента има само седем къщи и също така малка църква“. Александър Синве („Les Grecs de l’Empire Ottoman. Etude Statistique et Ethnographique“) в 1878 година пише, че в Ханиоти (Khanioti), Касандрийска епархия, живеят 90 гърци. В описанието си на Халкидика от 1887 година Николаос Схинас пише, че селото има 20 християнски семейства, пчелари и земеделски производители и църква. Към 1900 година според статистиката на Васил Кънчов („Македония. Етнография и статистика“) в Ханьотъ живеят 70 жители гърци християни. По данни на секретаря на Българската екзархия Димитър Мишев („La Macédoine et sa Population Chrétienne“) в 1905 година в Ханиот (Haniot) има 60 гърци.
В 1912 година, по време на Балканската война, в Ханиотис влизат гръцки части и след Междусъюзническата война в 1913 година остава в Гърция. В 1914 година поетът Георгиос Папаниколау пише, че селото има 24 къщи и добива вода от открит кладенец, от който се разпространява епидемия от коремен тиф.
Старото село е изоставено в 1936 година след разрушителното Йерисовско земетресение от 1930 година по инициатива на тогавашния учител Константинос Врацикидис. С изоставянето на Старото село е запусната и църквата „Свети Йоан Златоуст“, която е от средата на XIX век.
В новото село край параклиса на Света Богородица, веднага южно от кръстовището на главния вход на селото, има останки от раннохристиянска базилика. Архитектурни елементи от базиликата са разхвърляни из цялото село.
В началото на XXI век Ханиотис е голям летен курорт.
| Година | Жители |
| ------ | ------ |
| 1981   | 379    |
| 1991   | 528    |
| 2001   | 968    |